# Teobaldo Nieva
Teobaldo Nieva (1834-1894) fue un publicista, periodista y anarquista español.

## Biografía
Nacido en 1834 y oriundo de Málaga, evolucionó desde posiciones republicanas federales a una ideología anarcomunista, aunque al final de su vida habría abandonado el  anarquismo. Colaboró en publicaciones como Las Escobas, La Humanidad, La Federación, Bandera Social o Acracia, entre otras. Defensor del divorcio, los derechos de la mujer y la Comuna de París, fue incluido por Alejandro Sawa en sus Iluminaciones en la sombra. Escribió la obra Química de la cuestión social, a la que Pío Baroja tachó de «libro absurdo y ridículo» y que el propio Sawa describió como «una suerte de biblia para los libertarios». Falleció en 1894 sumido en la pobreza.